# リンディスファーン修道院

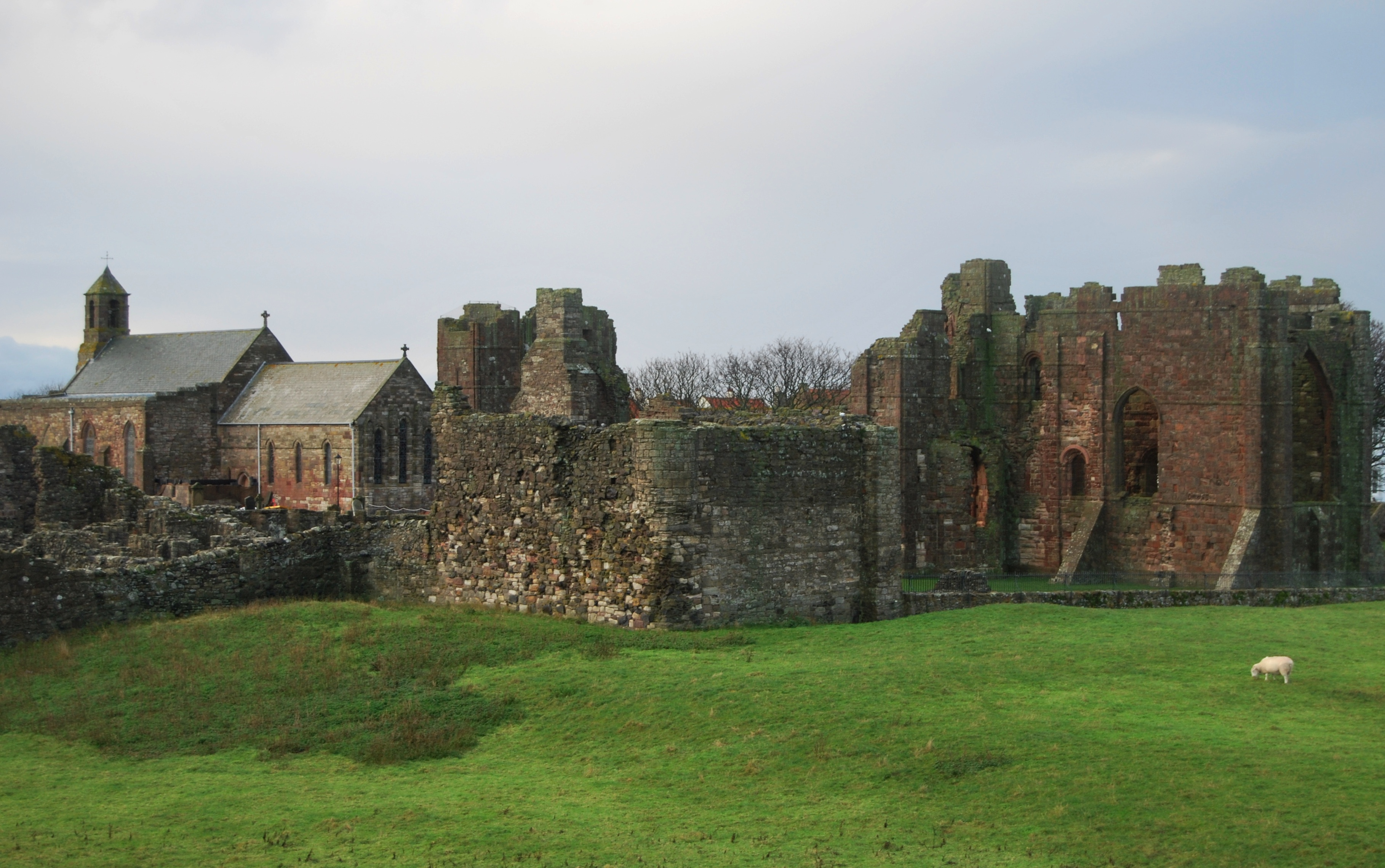
リンディスファーン修道院の廃墟

リンディスファーン修道院（リンディスファーンしゅうどういん、Monastery of Lindisfarne ）は、イングランド東北部のノーサンバーランド州海岸のリンディスファーン島にあった中世のケルト教会修道院。「リンデスファーン修道院」と表記されることもある。北部イングランドのキリスト教化が始まった地として知られる。

## 創建
キリスト教はローマ帝国時代のイングランドを経てアイルランドに伝来したが、イングランド本島ではアングロサクソンの侵入によって消滅してしまった。しかしローマの支配もアングロサクソンの侵入も受けなかったアイルランドにはキリスト教の信仰が残り、聖コルンバによってスコットランド沖にあるヘブリディーズ諸島へ伝えられ、アイオナ修道院が建設された。
635年にアングロサクソン七王国のノーサンブリア王オズワルド（King Oswald）の招請によってアイオナ修道院から赴任した聖エイダン（Saint Aidan）がリンディスファーン修道院を創建し、ここが北部イングランドのキリスト教化の拠点となった。

## 布教
ノーサンブリア王国を傘下に収めたリンディスファーンの修道士たちはイングランド北部を遊行して布教に努めた。7世紀半ば、マーシア王ペンダは聖エイダンの後継者フィナンの手で改宗し、リッチフィールドに司教座が設置された。イングランド南部はローマ教皇庁から派遣されたカンタベリーのアウグスティヌスが設置したカンタベリー大司教座の勢力圏にあったが、一時キリスト教に改宗したエセックス王国はその後異教勢力が復活しており、エイダンの弟子チェドの活躍によって信仰が再興された。ノーサンブリアの修道士たちはさらに海を越えてフリースラントやフランク王国にまで布教の足跡を残した。

## 聖カスバート
後世ノーザンバーランドの守護聖人となった聖カスバート（Saint Cuthbert）はこのリンディスファーンの修道僧から修道院長 (685年～686年) となった人物である。死後聖人に列せられたカスバートが起こした奇跡やその生涯は、同じくノーサンブリア出身の聖人、ベーダ・ヴェネラビリスの著書「イングランド教会史」に記録されている。リンディスファーン修道院はこの聖カスバートの遺物に触れると奇跡が起るとして有名になり、聖者信仰の地として繁栄した。

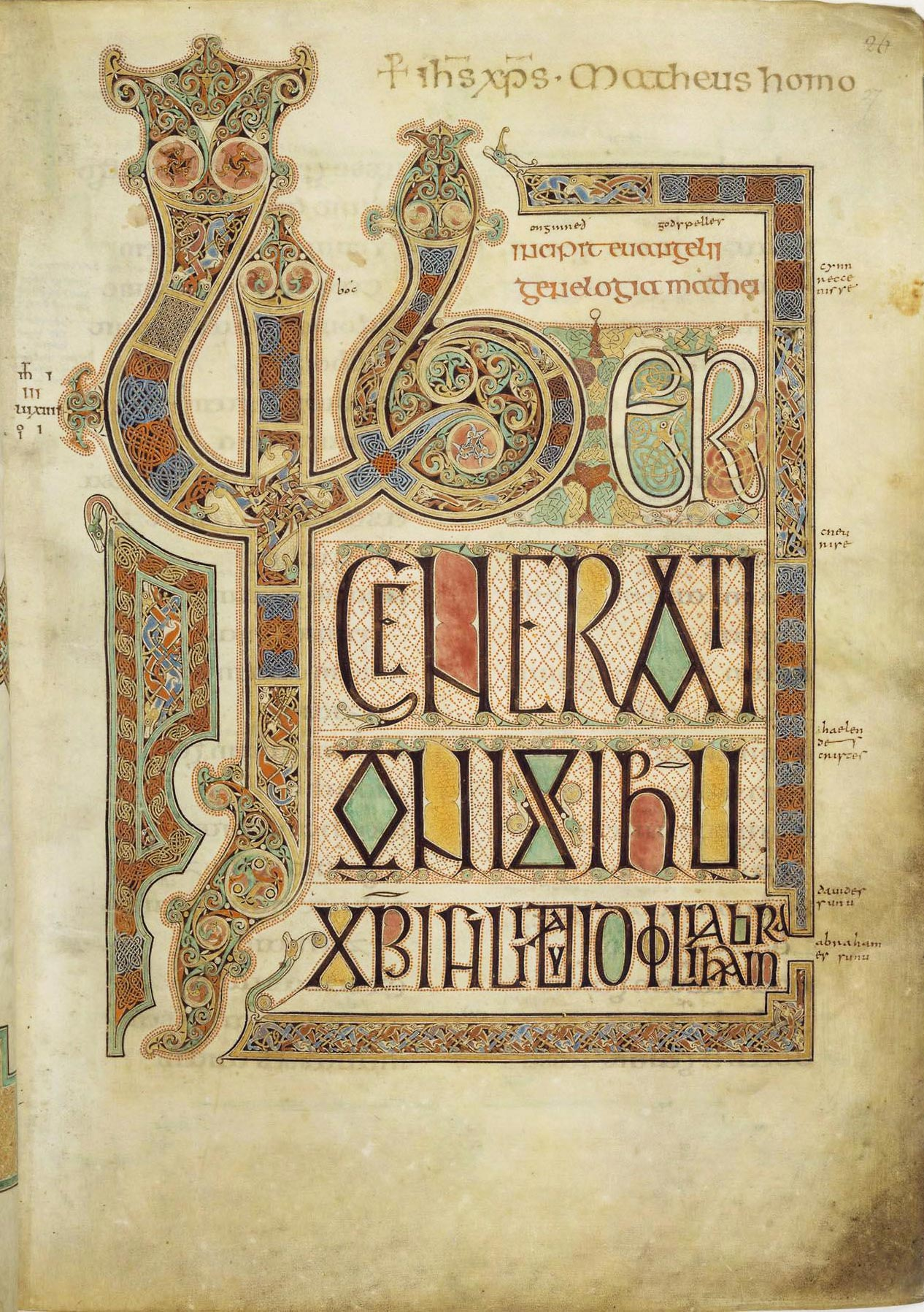
リンディスファーンの福音書の1ページ。余白部分に古英語の訳文が見られる。

## リンディスファーンの福音書
7世紀末頃から同修道院の修道僧たちが後に『リンディスファーンの福音書』と呼ばる有名な装飾写本を作成し始めた。リンディスファーンの福音書はラテン語で記されていたが、10世紀になると行間にアングロサクソン語(古英語)で原文の英語訳が加筆され、最初の英語(古英語)福音書となった。渦巻、組紐、動物文様を組み合わせた華麗なケルト様式の装飾でも有名で、三大ケルト装飾写本に数えられ、現在は大英図書館に収蔵されている。

## ヴァイキングの襲撃
793年、この地で行われた略奪が、西欧の記録に残るヴァイキングによる最初の襲撃である。考古学および地名学の研究によると、8世紀末のノルウェー西部では、農耕に適した土地はすでに居住しつくされており、新たな居住地や農場経済を補うために海上あるいは海外での略奪を行う必要性が高まっており、この襲撃はそのような状況にあったノルウェー人によるものであったと考えられている。これ以降、度重なる襲撃を受けて荒廃し、875年に修道僧たちは聖カスバートの遺物とともにこの島を逃れて北部イングランドを彷徨い、最終的にダラムの地に第二の修道院を建設した（ダラム大聖堂）。

## リンディスファーン島の現状
現在「聖なる島」 (Holy Island) と呼ばれるリンディスファーン島にはノルマン王朝時代にベネディクト会修道院が再建されたが、16世紀にイングランド王によって弾圧され、廃墟しか残っていない。この廃墟はテューダー王朝時代に建築された城塞とともに英国のナショナル・トラストによって保護され、観光地となっている。島は1日に2度満潮によって陸地から孤立するが、現在は土手道によって陸地と繋がっている。